# Права ЛГБТ в Бурунди
За гомосексуальные отношения в Бурунди с 2008 года предусмотрена уголовная ответственность. Статья 567 Уголовного кодекса Бурунди за сексуальные отношения одного лица с другим того же пола предусматривает наказание в виде лишения свободы на срок от трёх месяцев до двух лет и штраф от 50 000 до 100 000 франков. Статья 29 Конституции Бурунди запрещает однополые браки.
Со времени вступления в силу статьи 567 официально не было сообщений о арестованных за добровольное участие в однополых сексуальных контактах. 1 июля 2009 года молодой человек был арестован по обвинению в совершении сексуального насилия против управляющего клуба в Бужумбуре. Позже в полиции заявили, что этого человека арестовали только из-за его гомосексуальной ориентации, и предложили выпустить под залог. После освещения случая в СМИ и вмешательства правозащитных ЛГБТ-организаций задержанного отпустили. В 2012 году две лесбиянки без объяснения причин были арестованы полицией, но вскоре отпущены. В 2014 году вьетнамский сотрудник телефонной компании был заключён под стражу за сексуальные отношения с местным жителем, утверждавшим, что половая связь была без его согласия. Власти закрыли дело через три дня из-за отсутствия доказательств. В 2016 году в провинции Чибитоке 15-летний подросток признался в изнасиловании семилетнего мальчика. Подросток был обвинён в изнасиловании несовершеннолетнего и гомосексуализме, и 2 ноября судом приговорён к одному году тюрьмы.